# Ма Нін
Ма Нін (кит.: 马宁, нар. 14 червня 1979) — китайський футбольний арбітр, арбітр ФІФА з 2011 року.

## Біографія
Обслуговував перший фінальний матч Ліги чемпіонів АФК 2018 року.
Був одним з арбітрів Кубка Азії 2019 року.
У 2022 році обраний арбітром на ЧС 2022 у Катарі.